# Confederation Cup 2009 (hockey in-line)
La Confederation Cup 2009 è stata la 2ª edizione della omonima competizione europea per squadre di club di hockey in-line. È stata disputata dal 24 ottobre al 29 novembre 2009; la final eight è stato disputata a Kaltbrunn in Svizzera. 
Il Cent Patins Rubì si è aggiudicato il trofeo per la prima volta nella sua storia sconfiggendo in finale il Villeneuve-la-Garenne.

## Squadre partecipanti
| - Charleroi Wolves - Phoenix Bruxelles - Artzak d'Anglet - Grenoble Yetis - Hawks d’Angers - Villeneuve-la-Garenne - Mannheim - Aris Salonicco - Warriors - Edera Trieste | - Lions Arezzo - Pirati - Rhinos Eindhoven - CPL Valladolid - Molina - Cent Patins Rubì - Tres Cantos - Laupersdorf - Razorbacks Zug |

## Partite

### Prima fase

#### Girone A
| Squadra          | Pt | G | V | N | P | GF | GS | DR  |
| ---------------- | -- | - | - | - | - | -- | -- | --- |
| Artzak d'Anglet  | 7  | 4 | 3 | 1 | 0 | 22 | 8  | +14 |
| Pirati           | 6  | 4 | 3 | 0 | 1 | 15 | 13 | +2  |
| Warriors         | 4  | 4 | 2 | 0 | 2 | 22 | 9  | +13 |
| CPL Valladolid   | 3  | 4 | 1 | 1 | 2 | 12 | 16 | -4  |
| Rhinos Eindhoven | 0  | 4 | 0 | 0 | 4 | 10 | 35 | -25 |

| Valladolid 24 ottobre 2009 | Rhinos Eindhoven | 1 – 8 | Pirati |  |

| Valladolid 24 ottobre 2009 | Artzak d'Anglet | 3 – 1 | Warriors |  |

| Valladolid 24 ottobre 2009 | Pirati | 3 – 0 | CPL Valladolid |  |

| Valladolid 24 ottobre 2009 | Warriors | 14 – 1 | Rhinos Eindhoven |  |

| Valladolid 24 ottobre 2009 | Artzak d'Anglet | 4 – 4 | CPL Valladolid |  |

| Valladolid 25 ottobre 2009 | Warriors | 3 – 4 | Pirati |  |

| Valladolid 25 ottobre 2009 | Rhinos Eindhoven | 3 – 6 | Artzak d'Anglet |  |

| Valladolid 25 ottobre 2009 | CPL Valladolid | 1 – 4 | Warriors |  |

| Valladolid 25 ottobre 2009 | Artzak d'Anglet | 9 – 0 | Pirati |  |

| Valladolid 25 ottobre 2009 | CPL Valladolid | 7 – 6 | Rhinos Eindhoven |  |

#### Girone B
| Squadra           | Pt | G | V | N | P | GF | GS | DR  |
| ----------------- | -- | - | - | - | - | -- | -- | --- |
| Grenoble Yetis    | 8  | 4 | 4 | 0 | 0 | 26 | 3  | +23 |
| Laupersdorf       | 5  | 4 | 2 | 1 | 1 | 15 | 8  | +7  |
| Molina            | 4  | 4 | 2 | 0 | 2 | 18 | 15 | +3  |
| Lions Arezzo      | 3  | 4 | 1 | 1 | 2 | 12 | 17 | -5  |
| Phoenix Bruxelles | 0  | 4 | 0 | 0 | 4 | 7  | 35 | -28 |

| Kaltbrunn 24 ottobre 2009 | Molina | 13 – 3 | Phoenix Bruxelles |  |

| Kaltbrunn 24 ottobre 2009 | Lions Arezzo | 2 – 10 | Grenoble Yetis |  |

| Kaltbrunn 24 ottobre 2009 | Phoenix Bruxelles | 1 – 6 | Laupersdorf |  |

| Kaltbrunn 24 ottobre 2009 | Grenoble Yetis | 3 – 0 | Molina |  |

| Kaltbrunn 24 ottobre 2009 | Lions Arezzo | 1 – 1 | Laupersdorf |  |

| Kaltbrunn 25 ottobre 2009 | Grenoble Yetis | 9 – 0 | Phoenix Bruxelles |  |

| Kaltbrunn 25 ottobre 2009 | Molina | 3 – 2 | Lions Arezzo |  |

| Kaltbrunn 25 ottobre 2009 | Laupersdorf | 1 – 4 | Grenoble Yetis |  |

| Kaltbrunn 25 ottobre 2009 | Lions Arezzo | 7 – 3 | Phoenix Bruxelles |  |

| Kaltbrunn 25 ottobre 2009 | Laupersdorf | 7 – 2 | Molina |  |

#### Girone C
| Squadra               | Pt | G | V | N | P | GF | GS | DR  |
| --------------------- | -- | - | - | - | - | -- | -- | --- |
| Edera Trieste         | 8  | 4 | 4 | 0 | 0 | 27 | 14 | +13 |
| Villeneuve-la-Garenne | 6  | 4 | 3 | 0 | 1 | 30 | 7  | +23 |
| Cent Patins Rubì      | 4  | 4 | 2 | 0 | 2 | 19 | 15 | +4  |
| Razorbacks Zug        | 2  | 4 | 1 | 0 | 3 | 20 | 21 | -1  |
| Aris Salonicco        | 0  | 4 | 0 | 0 | 4 | 10 | 49 | -39 |

| Trieste 24 ottobre 2009 | Villeneuve-la-Garenne | 17 – 2 | Aris Salonicco |  |

| Trieste 24 ottobre 2009 | Cent Patins Rubì | 6 – 2 | Razorbacks Zug |  |

| Trieste 24 ottobre 2009 | Aris Salonicco | 5 – 12 | Edera Trieste |  |

| Trieste 24 ottobre 2009 | Razorbacks Zug | 1 – 6 | Villeneuve-la-Garenne |  |

| Trieste 24 ottobre 2009 | Cent Patins Rubì | 4 – 6 | Edera Trieste |  |

| Trieste 25 ottobre 2009 | Razorbacks Zug | 13 – 2 | Aris Salonicco |  |

| Trieste 25 ottobre 2009 | Villeneuve-la-Garenne | 6 – 2 | Cent Patins Rubì |  |

| Trieste 25 ottobre 2009 | Edera Trieste | 7 – 4 | Razorbacks Zug |  |

| Trieste 25 ottobre 2009 | Cent Patins Rubì | 7 – 1 | Aris Salonicco |  |

| Trieste 25 ottobre 2009 | Edera Trieste | 2 – 1 | Villeneuve-la-Garenne |  |

#### Girone D
| Squadra          | Pt | G | V | N | P | GF | GS | DR  |
| ---------------- | -- | - | - | - | - | -- | -- | --- |
| Hawks d’Angers   | 5  | 3 | 2 | 1 | 0 | 18 | 7  | +11 |
| Tres Cantos      | 4  | 3 | 2 | 0 | 1 | 15 | 10 | +5  |
| Mannheim         | 2  | 3 | 1 | 0 | 2 | 10 | 21 | -11 |
| Charleroi Wolves | 1  | 3 | 0 | 1 | 2 | 6  | 11 | -5  |

| Angers 24 ottobre 2009 | Charleroi Wolves | 2 – 2 | Hawks d’Angers |  |

| Angers 24 ottobre 2009 | Mannheim | 4 – 7 | Tres Cantos |  |

| Angers 24 ottobre 2009 | Mannheim | 5 – 3 | Charleroi Wolves |  |

| Angers 24 ottobre 2009 | Hawks d’Angers | 5 – 4 | Tres Cantos |  |

| Angers 25 ottobre 2009 | Charleroi Wolves | 1 – 4 | Tres Cantos |  |

| Angers 25 ottobre 2009 | Mannheim | 1 – 11 | Hawks d’Angers |  |

### Final Eight

#### Girone A
| Squadra               | Pt | G | V | N | P | GF | GS | DR  |
| --------------------- | -- | - | - | - | - | -- | -- | --- |
| Villeneuve-la-Garenne | 5  | 3 | 2 | 1 | 0 | 16 | 5  | +9  |
| Tres Cantos           | 4  | 3 | 2 | 0 | 1 | 14 | 12 | +2  |
| Molina                | 2  | 3 | 1 | 0 | 2 | 12 | 14 | -2  |
| Mannheim              | 1  | 3 | 0 | 1 | 2 | 13 | 24 | -11 |

| Kaltbrunn 27 novembre 2009 | Mannheim | 5 – 9 | Tres Cantos |  |

| Kaltbrunn 27 novembre 2009 | Molina | 3 – 3 | Villeneuve-la-Garenne |  |

| Kaltbrunn 27 novembre 2009 | Tres Cantos | 4 – 2 | Molina |  |

| Kaltbrunn 27 novembre 2009 | Mannheim | 1 – 8 | Villeneuve-la-Garenne |  |

| Kaltbrunn 27 novembre 2009 | Tres Cantos | 1 – 5 | Villeneuve-la-Garenne |  |

| Kaltbrunn 27 novembre 2009 | Molina | 7 – 7 | Mannheim |  |

#### Girone B
| Squadra          | Pt | G | V | N | P | GF | GS | DR |
| ---------------- | -- | - | - | - | - | -- | -- | -- |
| Cent Patins Rubì | 4  | 3 | 2 | 0 | 1 | 7  | 6  | +1 |
| Pirati           | 4  | 3 | 2 | 0 | 1 | 14 | 7  | +7 |
| Warriors         | 4  | 3 | 2 | 0 | 1 | 13 | 13 | 0  |
| Laupersdorf      | 0  | 3 | 0 | 0 | 3 | 6  | 14 | -8 |

| Kaltbrunn 27 novembre 2009 | Laupersdorf | 2 – 4 | Pirati |  |

| Kaltbrunn 27 novembre 2009 | Warriors | 3 – 2 | Cent Patins Rubì |  |

| Kaltbrunn 27 novembre 2009 | Laupersdorf | 2 – 7 | Warriors |  |

| Kaltbrunn 27 novembre 2009 | Pirati | 1 – 2 | Cent Patins Rubì |  |

| Kaltbrunn 27 novembre 2009 | Pirati | 9 – 3 | Warriors |  |

| Kaltbrunn 27 novembre 2009 | Laupersdorf | 2 – 3 | Cent Patins Rubì |  |

#### Semifinali
| Kaltbrunn 28 novembre 2009 | Villeneuve-la-Garenne | 7 – 1 | Pirati |  |

| Kaltbrunn 28 novembre 2009 | Cent Patins Rubì | 5 – 3 | Tres Cantos |  |

#### Finale 7º posto
| Kaltbrunn 29 novembre 2009 | Mannheim | 5 – 2 | Laupersdorf |  |

#### Finale 5º posto
| Kaltbrunn 29 novembre 2009 | Molina | 4 – 6 | Warriors |  |

#### Finale 3º posto
| Kaltbrunn 29 novembre 2009 | Pirati | 3 – 1 | Tres Cantos |  |

#### Finale 1º posto
| Kaltbrunn 29 novembre 2009 | Villeneuve-la-Garenne | 1 – 3 | Cent Patins Rubì |  |